# Falher
Falher är en ort i Kanada.   Den ligger i provinsen Alberta, i den centrala delen av landet, 3 100 km väster om huvudstaden Ottawa. Falher ligger 578 meter över havet och antalet invånare är 1 166.
Terrängen runt Falher är platt. Trakten runt Falher är nära nog obefolkad, med mindre än två invånare per kvadratkilometer.. Falher är det största samhället i trakten.
Trakten runt Falher består till största delen av jordbruksmark.